# Patrycja Adamkiewicz
Patrycja Adamkiewicz (ur. 11 czerwca 1998 w Jarocinie) – polska zawodniczka taekwondo olimpijskiego. Medalistka mistrzostw Europy i letniej Uniwersjady (2019). Olimpijka z Tokio 2020, piąta zawodniczka Mistrzostw Świata Baku 2023. 

## Życiorys
Taekwondo zaczęła trenować w wieku 8 lat. Jest wychowanką MUKS Białe Tygrysy Jarocin, gdzie jej trenerem była Józefina Nowaczyk-Wróbel. Następnie została zawodniczką AZS-AWF Warszawa od 2015 roku.
W 2011 została mistrzynią Europy kadetek w kategorii 41 kg, w 2013 zdobyła brązowy medal mistrzostw Europy juniorek w kategorii 46 kg, w 2015 została w tej samej kategorii wiekowej wicemistrzynią Europy juniorek w kategorii 55 kg. W 2017 i 2018 zwyciężyła w młodzieżowych mistrzostwach Europy w kategorii 57 kg.
W 2018 zdobyła brązowy medal mistrzostw Europy seniorek w kategorii 57 kg, w 2019 w tej samej kategorii wagowej wywalczyła brązowy medal letniej uniwersjady. W 2021 zwyciężyła w olimpijskim turnieju kwalifikacyjnym dla Europy. Na Igrzyskach w Tokio 2021(2020) była 9.  
W 2022 po powrocie po kontuzji wywalczyła wicemistrzostwo Europy również w kat. -57 kg rozgrywanych w Manchesterze w Wielkiej Brytanii.  
Ponadto dwukrotnie zdobywała medale letniej uniwersjady w turnieju drużynowym: srebrny w 2017 i brązowy w 2019. W Neapolu zdobyła również brąz indywidualnie, a później w 2023r na Letniej Uniwersjadzie Chengdu 2021 jako chorąża reprezentacji wywalczyła ponownie brąz indywidualnie oraz brąz drużynowo. 
W 2023r zdobyła również 5 miejsce na Mistrzostwach Świata Seniorów Baku 2023 przegrywając o medal zaledwie jednym punktem z Turczynką Hatice Kubra Ilgun. 